# كينيتشيرو سويهيرو
كينيتشيرو سويهيرو (末廣健一郎 سويهيرو كينيتشيرو) هو ملحن ياباني ولد في 27 ديسمبر 1980 في سايتاما, سايتاما.

## أعماله في الدراما اليابانية
- جامبو طبيب البلدة!!
- أميرة القناديل (بالتعاون مع MAYUKO)
- مس شرلوك
- ستروبيري نايت ساغا
- مذكرة كيوكو أوكيتيغامي (بالتعاون مع ميغومي ساسانو)
- موعد سندريلا (بالتعاون مع أكيهيرو مانابي وماساهيرو توكودا)
- الكاتب الخفي (بالتعاون مع ميغومي ساسانو، ماساهيرو توكودا و أكيهيرو مانابي)
- الفتيات الراشدات (بالتعاون مع MAYUKO و أكيهيرو مانابي)

## أعماله في التوكوساتسو
- ألترامان ديكر (بالتعاون مع ماساهيرو توكودا)

## أعماله في الأنمي

### مسلسلات أنمي تلفزيونية
- ري:بداية الحياة في عالم آخر من نقطة الصفر
- تلة زهرية الفوة
- لولوكو شرطية الفضاء
- رحلة الفتيات في نهاية العالم
- كيف تعتني بمومياء (بالتعاون مع MAYUKO)
- كوميك غيرلز
- غولدن كاموي
- الخلايا تعمل! (بالتعاون مع MAYUKO)
- الخلايا تعمل!! (بالتعاون مع MAYUKO)
- شينيا! تينساي باكابون (بالتعاون مع أكيهيرو مانابي)
- قاتل الغوبلن
- غرانبيلم
- فريق الإطفاء الناري
- فريق الإطفاء الناري: الجزء الثاني
- داروينز غيم
- شادوهاوس
- عمّي من العالم الآخر
- كاجي نو جيتسوريوكوشا ني ناريتاكيتي!

### أنمي الإنترنت
- ميزان أوسيريس

### أفلام أنمي
- الخلايا تعمل!: عودة العدو الأقوى. صخب في «أحشاء» الجسد (بالتعاون مع MAYUKO)

## وصلات خارجية
- كينيتشيرو سويهيرو على موقع IMDb (الإنجليزية)
- كينيتشيرو سويهيرو على موقع ميوزك برينز (الإنجليزية)
- كينيتشيرو سويهيرو على موقع ديسكوغز (الإنجليزية)
- كينيتشيرو سويهيرو على موقع قاعدة بيانات الفيلم (الإنجليزية)
- كينيتشيرو سويهيرو على موقع ANN person (الإنجليزية)